# ADOIT
ADOIT ist eine Software für das Enterprise Architecture Management, das Funktionen und Methoden für Analyse, Design, Planung und Implementierung von Unternehmensarchitekturen bereitstellt. Die EAM-Plattform ermöglicht es, die Ausrichtung und Verbesserung von Abhängigkeiten zwischen Business und IT sowie unterschiedlichen organisatorischen Zielen zu steuern und zu analysieren. Die EAM-Suite ADOIT basiert auf verschiedenen internationalen Standards, wie TOGAF, ArchiMate, ITIL, COBIT, und ist ArchiMate 3.1 und TOGAF-9 zertifiziert. ADOIT wird von der BOC Group entwickelt und ist neben der Geschäftsprozessmanagement-Suite ADONIS NP das zweite Kernprodukt des Unternehmens.

## Geschichte
Die erste Version von ADOIT wurde 2003 veröffentlicht. Im August 2021 wurde ADOIT in der Version 13.0 veröffentlicht. Neben der kommerziellen Unternehmens-Edition ist ADOIT seit 2013 auch als kostenfreie Community Edition verfügbar.

## Anwendungsszenarien und Eigenschaften
ADOIT wird für die Optimierung von Unternehmensarchitekturen genutzt. Dies deckt ein weites Anwendungsgebiet ab, vom Aufbau von EAM-Kenntnissen und der Definition und Einführung von Architekturprinzipien über die Etablierung eines Business Capability Managements oder eines Compliance- und Risikomanagements bis hin zur Integration von Prozessmanagement-Initiativen.
Alle ADOIT EAM-Szenarien sind in einem Web-Client verfügbar, der auf HTML5 basiert. ADOIT bietet Möglichkeiten für einen rollenbasierten Zugriff, automatische und nutzerspezifische Benachrichtigungen und Warnungen, die Zusammenarbeit im Team sowie individualisierte Sichten und Reports. Die EAM-Suite kann auch mit anderen Werkzeugen und Technologien integriert werden, wie der GPM-Suite ADONIS NP, ServiceNow, u. v m.